# 堀川町停留場
堀川町停留場（ほりかわちょうていりゅうじょう）は、北海道函館市中島町21番地先・千代台町2番地先にある函館市企業局交通部（函館市電）湯の川線の停留場である。駅番号はDY12。

## 構造
2面2線の相対式ホーム。（交差点の中心を点対称にホームが配置されている）

## 周辺
- 北海道道83号函館南茅部線
- 中島廉売（市場）
  - 中島廉売場内にある中島れんばいふれあいセンターは市電・バス乗車券の委託販売店を兼ねている[2]
- 函館千代台郵便局
- キングストア（ハセガワストアの系列スーパー）
- 函館市立中島小学校
- 学校法人真宗大谷学園 認定こども園函館大谷幼稚園[3]
- 函館バス「堀川町」停留所[4]

## 隣の停留場
函館市企業局交通部
湯の川線
千代台停留場 (DY11) - 堀川町停留場 (DY12) - 昭和橋停留場 (DY13)